# Jersey Boys
Jersey Boys è un film del 2014 diretto da Clint Eastwood, basato sull'omonimo musical del 2006 di Marshall Brickman e Rick Elice, che narra la storia del gruppo musicale The Four Seasons.

## Trama
Quattro giovani del New Jersey di discendenza italo-americana, si uniscono, dando vita a un gruppo rock destinato a divenire una icona degli anni sessanta, The Four Seasons.
Inizia la loro inarrestabile ascesa verso la notorietà, consacrandosi come una delle band di maggior successo nella storia del pop e del rock, con canzoni che hanno influenzato una generazione, tra cui Sherry, Big Girls Don’t Cry, Walk Like a Man, Dawn, Rag Doll, Bye Bye Baby e Who Loves You.

## Produzione
Inizialmente affidato a Jon Favreau, il film segue dalla nascita i quattro protagonisti, la loro unione in un gruppo, il loro successo esplosivo e le inevitabili problematiche che ne scaturiscono, fino al musical approdato a Broadway nel 2005 e trionfatore ai Tony Awards nel 2006.
Le riprese si sono svolte tra settembre e dicembre 2013, e i protagonisti della pellicola sono John Lloyd Young, Erich Bergen, Vincent Piazza e Michael Lomenda, rispettivamente nei panni di Frankie Valli, Bob Gaudio, Tommy DeVito e Nick Massi.

## Distribuzione
Il primo poster e il trailer sono stati diffusi il 18 aprile 2014. L'uscita del film avvenne il 20 giugno 2014 negli Stati Uniti d'America e il 18 giugno in Italia. Il trailer italiano del film è stato diffuso dal 23 maggio 2014.